# Haus des Rundfunks
La Haus des Rundfunks (letteralmente: "casa della radio") è un edificio di Berlino, sito nel quartiere di Westend, che ospita la sede dell'emittente radiofonica pubblica RBB.
Costruito dal 1929 al 1931 su progetto di Hans Poelzig nello stile detto della "Nuova oggettività", riveste un'importanza rilevante anche sotto il profilo tecnico. Per tali ragioni è posto sotto tutela monumentale (Denkmalschutz).

## Storia
L'edificio fu costruito in seguito a un concorso di progettazione, a cui parteciparono Paul Bonatz, Hans Poelzig e Richard Riemerschmid.
Fra le tre proposte venne scelta quella di Hans Poelzig, che prevedeva di disporre le sale di registrazione al centro dell'edificio, proteggendole in tal modo dai rumori esterni.
La costruzione dell'edificio iniziò nel 1929 e si concluse nel 1931.
Nel 1957-58 gli interni vennero profondamente ristrutturati per accogliere la sede dell'emittente radiofonica SFB; dal 1963 al 1971 sull'area limitrofa venne costruito un nuovo grande centro televisivo.

## Caratteristiche
L'edificio è posto sul lato nord della Masurenallee, di fronte alla Fiera e nelle immediate vicinanze della Torre della Radio.
Esso ha forma vagamente triangolare, con una cortina perimetrale continua che ospita gli uffici e, all'interno, tre sale di registrazione che divergono a partire dall'atrio centrale.
La facciata è lunga 150 metri e si divide in 60 campate, delle quali le 32 centrali sono più alte per evidenziare l'ingresso principale. Le pareti esterne sono rivestite in klinker e ceramica.

### Fonti
- Lorenzo Spagnoli, Berlino. XIX e XX secolo, Bologna, Zanichelli, 1993,  p. 158, ISBN 88-08-14174-8.
- (DE) Heinz Johannes (a cura di), Neues Bauen in Berlin, Berlino, Gebr. Mann Verlag, 1998  [ristampa dell'originale del 1931 edito dal Deutscher Kunstverlag],  p. 30, ISBN 3-7861-1983-X.
- (DE) Rolf Rave e Hans-Joachim Knöfel, Bauen seit 1900 in Berlin, Berlino, Verlag Kiepert, 1968,  scheda 164, ISBN non esistente.
- (DE) Martin Wörner, Doris Mollenschott, Karl-Heinz Hüter e Paul Sigel, Architekturführer Berlin, 6ª ed., Berlino, Dietrich Reimer Verlag, 2001,  p. 178, ISBN 3-496-01211-0.

### Testi di approfondimento
- (DE) Fritz Lothar Büttner, Das Haus des Rundfunks, Berlino (Ovest), Verlag Haude & Spener, 1965.
- (DE) Karl-Hermann Zehm, Das „Haus des Rundfunks” in der Masurenallee. Baugeschichte und Schicksal eines Architekturdenkmals der zwanziger Jahre des 20. Jahrhunderts, in Wolfgang Ribbe (a cura di), Von der Residenz zur City. 275 Jahre Charlottenburg, 2ª ed., Berlino (Ovest), Colloquium-Verlag, 1980,  pp. 459-496, ISBN 3-7678-0513-8.